# ユルゲン・エーラス
ユルゲン・エーラス（Jürgen Ehlers, 1929年12月29日 - 2008年5月20日）は、ドイツの物理学者。

## 略歴
1929年12月29日、ハンブルクに生まれる。1955年に博士号を取得し、1967年からオースティンで教鞭を取った。相対性理論、特に重力の理論についての研究を行い、中でもブラックホールの事象の地平面の概念を初めて提案した。また、重力波についての研究も行った。2008年5月20日に突然死。78歳。